# EMG Inc
EMG Inc är en amerikansk tillverkare av gitarrpickuper. 
EMG-pickuper finns i olika utföranden till både elgitarrer och elbasar. Den finns som både som humbuckervariant och single coilvariant. De mest kända är EMG 81, EMG 85 och EMG 60 då dessa används av en rad kända musiker.
Dessa modeller är aktiva, vilket innebär att de arbetar under strömförsörjning. EMG/pickuper används ofta i hårdrock/metalsammanhang.
Select by EMG är en billigare variant av EMG-pickuper, alltså en budgetvariant med ett liknande ljud men lite lägre output.
Kända artister som använder EMG-pickuper:
- David Gilmour (Pink Floyd)
- James Hetfield, Kirk Hammett och Robert Trujillo (Metallica)
- Kerry King (Slayer)
- Mark Knopfler (Dire Straits)
- Chad Kroeger (Nickelback)
- Alexi Laiho (Children of Bodom)
- Janne Schaffer
- Zakk Wylde  (Black Label Society)
- Jake Pitts  (Black Veil Brides)
- Jinxx   (Black Veil Brides)